# كيو كربون

كيو- كاربون: بألإنجليزية: (Q-carbon) هو نوع من الكربون الصلب إكتشفه باحثون من جامعة ولاية كاليورينا الشمالية ويعتبر أول مادة تم اكتشافها أشد لمعانا من ألألماس وذو فوائد طبية والذي يختلف عن باقي أنواع الجرافيت والكربون المعروفة وقاموا أيضا بتطوير تقنية جديدة لإستخدام الكيو كاربون لصناعة تركيبة الألماس في درجات حرارة طقس وضغط جوي عادية.

## خصائص المادة

تركيبة الكيو

يتميز الكيو – كاربون بالمغناطيسية وهو أكثر صلابة من الألماس ويضيء حتى عند التعرض لمستويات منخفضة من الطاقة. قوة الكربون وتفاعله العملي البطيئ وإستعداده لإطلاق الإلكترونات، كل ذلك يجعله اداة واعدة لتطوير تقنيات عرض إلكترونية جديدة. لكن يمكن أيضا استخدام الكيو – كاربون لخلق أنواع مختلفة من هياكل الألماس أحادية الكريستال.

## عملية صناعة الكيو كربون
بدأ الباحثون مع مادة بلورية أولية، مثل الياقوت والزجاج أو مادة البلاستيك ثم يتم تغطيتها بمادة كربونية غير متبلورة والتي لاتشبه الجرافيت أو الألماس ولا تملك بنية بلورية منتظمة ومحددة ثم يتم ضرب الكربون بواسطة نبضات اشعة ليزرية احادية تدوم حوالي 200 نانو ثانية أثناء هذة النبضات، ترتفع درجة حرارة الكربون إلى مايقارب 4,000 كلفن أو حوالي 3,727 درجة مئوية وثم يبرد سريعاً هذه العملية تجري في طقس جوي موحد – حيث يكون الضغط نفسه كالهواء المحيط والنتيجة النهائية هي شريحة من الكيو – كاربون ويمكن الباحثين أيضا التحكم بالعملية لصناعة شرائح يبلغ سمكها مابين ال20 إلى 500 نانوميتر
باستخدام مواد بلورية مختلفة وتغيير مدة نبض الليزر، يمكن الباحثين أيضا التحكم في مدى سرعة تبريد الكربون وعن طريق تغيير معدل التبريد، سيكون بمقدورهم خلق هياكل الماسية داخل الكيو كربون إذا كان الباحثون يريدون تحويل الكثير من الكيو -كربون إلى ألماس، يمكنهم ببساطة تكرار عملية نبضات الليزر وعملية التبريد إذا كان الكيو – كربون أكثر صلابة من الألماس، لماذا سيرغب شخص ما بصناعة ألماس نانوي بدلاً عن الكيو -كربون لأنه لا يزال أمام العلماء الكثير ليتعلموه حول هذه المواد الجديدة.

## براءة اختراع كيو كربون
ولاية كارولينا الشمالية سجلت برائتين اختراع مؤقته على تقنيات خلق الكيو -كربون والألماس حيث تم وصف ذلك المشروع في ورقتين عمل، كل منها قد شارك في تأليفها طالب الدكتوراه في جامعة كارولينا الشمالين اناغ بهوميك وهي بعنوان مرحلة جديدة من الكربون تعرف بال (فيرومغناطيس) وطريقة تحويلها إلى ألماس وتم نشرها على الإنترنت في 30 نوفمبر الماضي في مجلة الفيزياء التطبيقية والأخرى بعنوان التحويل المباشر للكربون غير متبلور إلى ألماس في درجات الحرارة والضغط الجوي العاديه حيث نشرتها مجلة ابل للتقنيات في 7 أكتوبر سنة 2015

## استخدامات طبية
أكد المؤلف الرئيسي لبحث كيو كاربون، جاي نارايان: أنه يمكن صنع إبر الماس النانو أو الإبر الصغيرة من هذه المادة، لاستعمالات طبية كما أن صنعها لن يكلف الكتير ويُذكر، أن الماس النانو هو من أحد أحدث الأبحاث في اكتشاف علاج للسرطان كما أنه غير سام، ويمكن استخدامه لتوصيل الأدوية المضادة للسرطان إلى أورام المخ وفقًا لجامعة دريكسي.